# Silver Streak
 (décembre 2020).
Silver Streak (souvent suivi du titre de King of Dog Stars, The Dog of Wonder ou The Wonder Dog ; 1924 - inconnu) est un berger allemand mâle qui a joué dans plusieurs films. C'était un chien policier avec un long pedigree, le dernier d'une grande lignée apparue dans des films, et considéré comme la tentative d'Universal de rivaliser avec le succès du chien Rintintin (Rin Tin Tin) de Warner, .

## Jeunesse
L'entraînement de Silver Streak comprenait une formation approfondie de chien policier et le service dans la Croix-Rouge de l'Armée. Il a été dit de lui qu'il était capable de jouer plusieurs émotions, comme montrer de la haine, de la peur, de l'amour et de l'affection, et, à volonté, être sauvage ou gentil. Il a pu renverser un homme de forte corpulence, comprendre plus de 150 mots en allemand et en anglais ; il avait seulement besoin de répéter une seule fois la scène avec son propriétaire / entraîneur, le capitaine Rowe, avant de jouer devant la caméra. En dehors du plateau, Silver Streak était extrêmement affectueux et ne montrait aucune nervosité typique des animaux agissant dans les films de cette époque. Pendant le tournage de Fangs of Justice, Silver Streak a eu un penchant pour la star du film June Marlowe, restant avec elle à chaque moment possible.

## Jeu d'acteur
Silver Streak a joué dans au moins six serials et films, qui seraient tous perdus, bien que des affiches pour la plupart de ces sorties existent toujours. Une bande-annonce pour The Silent Flyer a survécu et réside aux Archives de Film et de Télévision de UCLA,, tandis que des photographies de plateau existent toujours pour Fangs of Justice.

### Filmographie

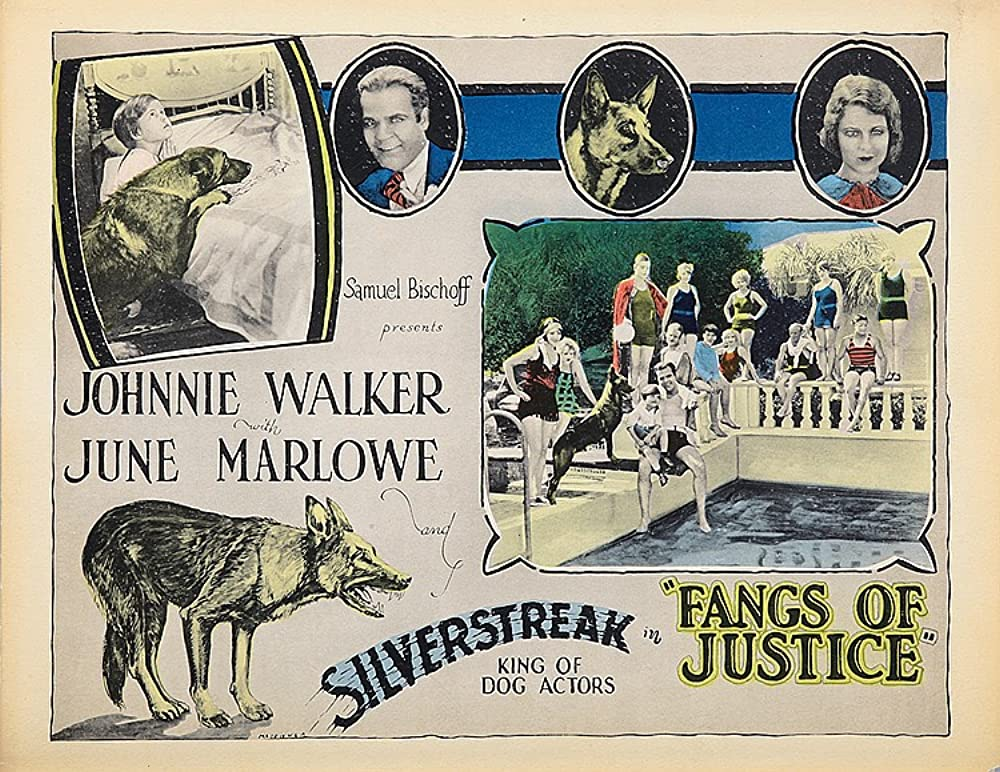
Silver Streak à l'affiche de Fangs of Justice (1926).

- The Silent Flyer (en) (1926)
- Fangs of Justice (en) (1926)
- The Snarl of Hate (1927)
- Where Trails Begin (1927)
- Cross Breed (1927)
- Code of the Air (1928)

## Fin de carrière

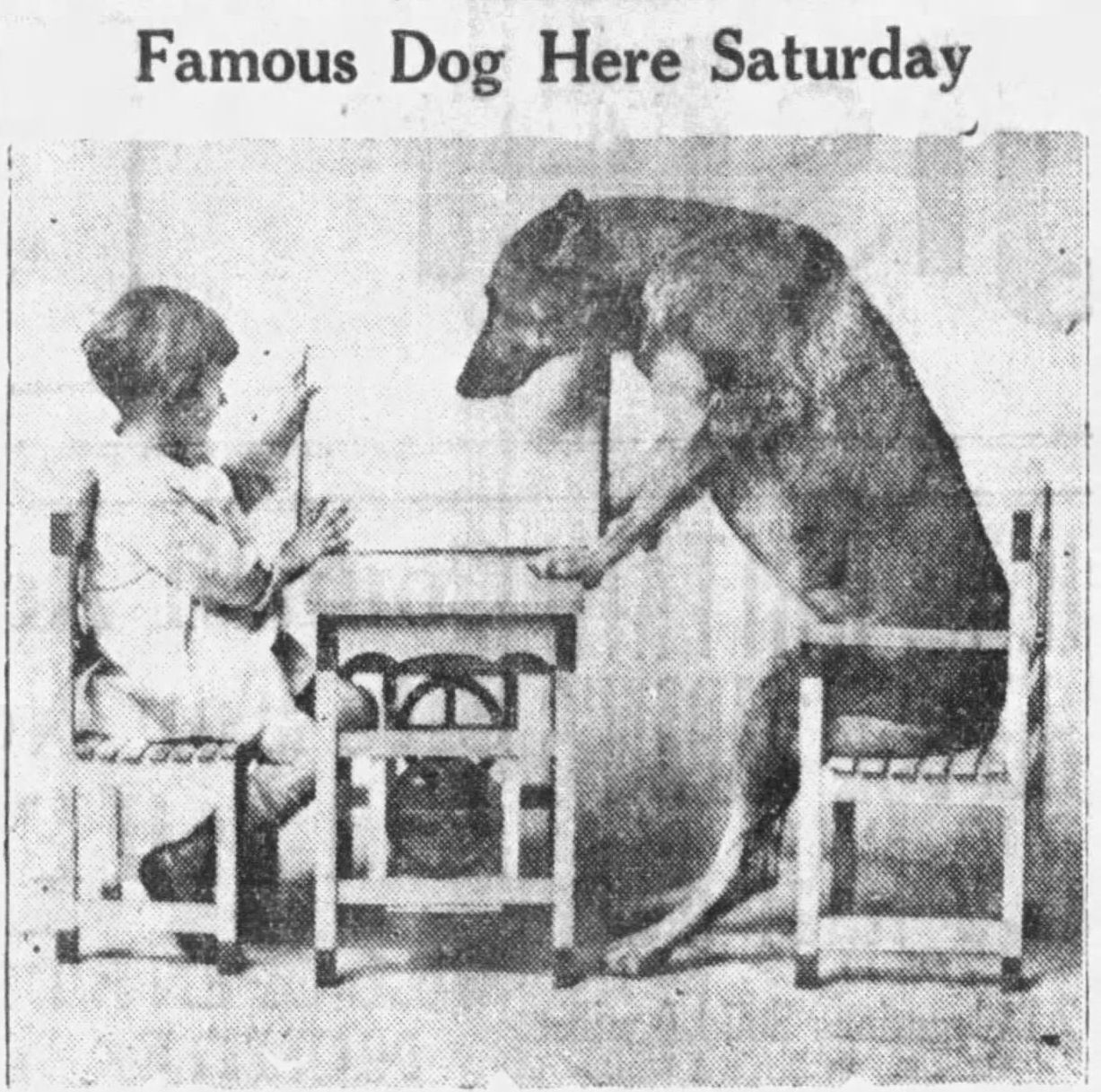
Après sa carrière d'acteur, Silver Streak continuera à se produire devant un public en direct, notamment d'un tour où il était assis sur une chaise comme un humain.

Après s'être retiré du cinéma, Silver Streak exécutait des tours devant un public en direct. Le capitaine Rowe voulait démontrer la capacité de Silver Streak à suivre la direction, mettant fin au spectacle avec le chien assis sur une chaise tout en jouant du piano et en chantant.

## Voir également
- Liste des films perdus
- Rintintin